# Avitta lunifera
Avitta lunifera là một loài bướm đêm trong họ Noctuidae.